# Dolmen a Casa dos Mouros
El dolmen a Casa dos Mouros es un monumento megalítico situado en Candeán, en el municipio de Vigo, muy próximo a los campos de entrenamiento del Real Club Celta de Vigo y muy cerca también del Parque Zoológico de la Madroa. Construido entre finales del V milenio a. C. y el fin del III milenio a. C. Son restos del neolítico, ligados a la cultura megalítica que se desenvolvió en Galicia tres o cuatro milenios a C. Este dolmen se cataloga como uno de los mejor conservados y de mayores dimensiones. Es el monumento megalítico más grande de la zona y tiene la consideración de Bien de Interés Cultural.

## Descripción
El nombre de “Casa dos Mouros”, proviene de un ser mitológico gallego (el Mouro), cuya existencia está casi siempre ligada a estas milenarias piedras y a otros lugares históricos y legendarios de toda Galicia.
El dolmen está compuesto por cinco ortostatos (losas verticales) que forman las paredes del monumento y la cubierta, que se encuentra apoyada sobre una de las losas. Estas piedras forman el polígono, pesan toneladas y llegan a rondar los dos metros de altura. La cámara mide alrededor de tres metros de largo por dos de ancho.

## Historia
Son los restos descubiertos de la tumba de un enterramiento neolítico, ya que en su origen y en el pasado, las piedras estaban cubiertas por un pequeño montículo de tierra, que es el que recibe el nombre gallego de “mámoa”. Aun así, la voracidad de los buscadores de tesoros que llegaban al lugar guiados por las historias y leyendas que contaban la aparición de grandes riquezas, propició que las mámoas fuesen “profanadas” y saqueadas, llevando consigo lo poco que se encontraba de valor y destruyendo las posibles evidencias de enterramiento que pudieran llegar hasta nuestros días. Además, todos estos descubrimientos dan buena cuenta de la ocupación humana en estas zonas desde épocas remotas.

## Actualidad
En septiembre de 1990, el ayuntamiento de Vigo tuvo que comprarle a un particular la finca en donde se sitúa el dolmen, ya que el propietario pretendía construir una casa en las inmediaciones y en la que además, existen otros monumentos megalíticos como túmulos que en el pasado sufrieron diversos ataques de vándalos.